# Agritubel

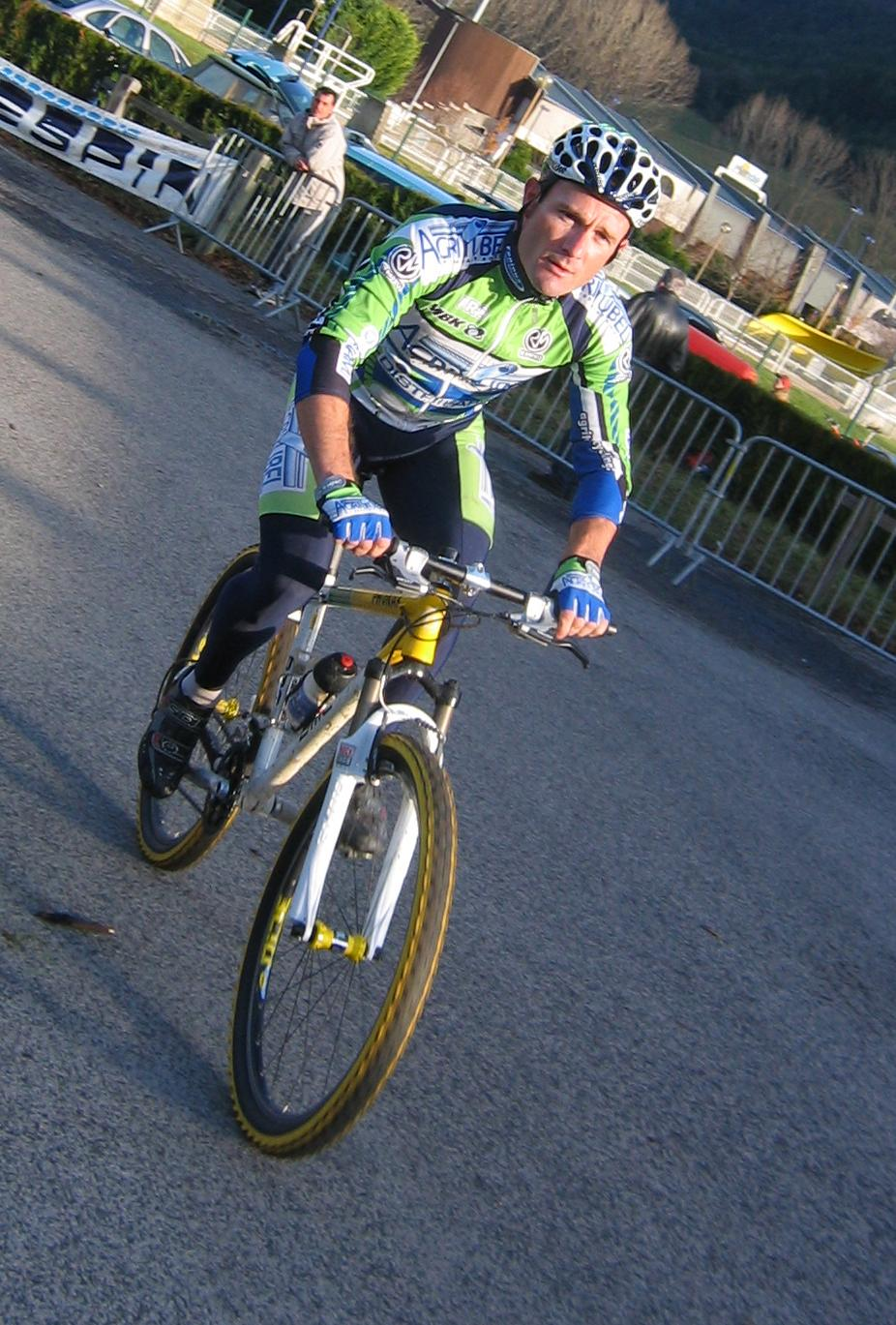
Agritubel-cyklisten Benoit Salmon

Agritubel (AGR) är ett franskt cykelstall som tillhörde UCI Professional Continental. Cykelstallet Agritubel grundades 2005 och lade ned efter säsongen 2009. Sponsorn är en producent av utrustning för jordbruk. 
Stallet tävlar mest i Europa, och har fått wildcards till viktiga tävlingar inom ProTour, bland annat Tour de France, Paris-Nice, Paris-Roubaix, La Flèche Wallonne, Liège-Bastogne-Liège, and Critérium du Dauphiné Libéré.
Stallet skapades 2004 och blev utsett till ett professionellt stall året därpå.
Stallet blev inbjudet till Tour de France 2006 där stallets cyklist Juan Miguel Mercado vann etapp 10. Han fick bära den rödprickiga bergsmästartröjan medan ledaren i bergstävlingen, Cyril Dessel, bar den gula ledartröjan.
Under Tour de France 2008 bar Romain Feillu den gula ledartröjan under en etapp. Ett år senare på Tour de France 2009 vann Brice Feillu en etapp på tävlingen.

## Agritubel 2009
| Namn               | Födelsedag | Nationalitet | Stall 2008         | Stall 2010                   |
| Freddy Bichot      | 09-09-1979 | Frankrike    |                    | BBOX Bouygues Télécom        |
| Maxime Bouet       | 03-11-1986 | Frankrike    |                    | Ag2r-La Mondiale             |
| Steven Caethoven   | 09-05-1981 | Belgien      |                    | Landbouwkrediet-Colnago      |
| Sylvain Calzati    | 01-07-1979 | Frankrike    | Ag2r-La Mondiale   | Team Sky                     |
| Remi Cusin         | 03-02-1986 | Frankrike    | Nybörjare          | Cofidis                      |
| Brice Feillu       | 26-07-1985 | Frankrike    | Nybörjare          | Vacansoleil Pro Cycling Team |
| Romain Feillu      | 16-04-1984 | Frankrike    |                    | Vacansoleil Pro Cycling Team |
| Eduardo Gonzalo    | 25-08-1983 | Spanien      |                    | Bretagne-Schuller            |
| Yann Huguet        | 02-05-1984 | Frankrike    | Cofidis            | Skil-Shimano                 |
| Kevyn Ista         | 02-05-1984 | Belgien      |                    | Cofidis                      |
| Nicolas Jalabert   | 13-04-1973 | Frankrike    |                    | Avslutad karriär             |
| Christophe Laurent | 26-07-1977 | Frankrike    | Garmin-Chipotle    | VC Lyon Vaulx-en-Velin       |
| Yoann Le Boulanger | 04-11-1975 | Frankrike    | Française des Jeux | Avslutad karriär             |
| David Le Lay       | 30-12-1979 | Frankrike    |                    | Ag2r-La Mondiale             |
| Geoffroy Lequatre  | 30-06-1981 | Frankrike    |                    | Team RadioShack              |
| Christophe Moreau  | 12-49-1971 | Frankrike    |                    | Caisse d'Epargne             |
| Anthony Ravard     | 28-09-1983 | Frankrike    |                    | Ag2r-La Mondiale             |
| Nicolas Vogondy    | 08-08-1977 | Frankrike    |                    | BBOX Bouygues Télécom        |